# Eucatagonium brevicaudatum
Eucatagonium brevicaudatum là một loài Rêu trong họ Catagoniaceae. Loài này được (Müll. Hal. ex Broth.) Broth. mô tả khoa học đầu tiên năm 1925.